# Déjà Vu (cântec de Beyoncé)
„Déjà Vu” este un cântec al interpretei americane Beyoncé Knowles, realizat în colaborare cu artistul rap Jay-Z. El a fost compus de Rodney Jerkins și inclus pe cel de-al doilea album de studio al solistei, B'Day. Compoziția a fost lansată ca primul extras pe disc single al materialului în vara anului 2006, la doar câteva luni după promovarea șlagărului „Check on It”.
Pentru a crește gradul de notorietate al înregistrării, a fost filmat un videoclip — regizat de Sophie Muller — la sfârșitul lunii iunie 2006. Materialul a fost criticat pentru coregrafiile cu tentă sexuală, un grup de fani nemulțumiți semnând o petiție prin care o somau pe artistă realizeze o nouă versiune, aceștia blamând o serie de aspecte ale scurtmetrajului. Cu toate acestea, videoclipul a câștigat un trofeu la gala Premiilor MOBO. Încorporând elemente specifice muzicii rhythm and blues și abordând o serie de influențe hip-hop, soul sau funk, cântecul pop a primit atât recenzii pozitive, cât și critici, o serie de jurnaliști descriindu-l prin analogie cu extrasul pe single din 2003 al lui Knowles, „Crazy in Love”.
Versiunea originală a piesei a fost nominalizată la două categorii în cadrul Premiilor Grammy, în timp ce unul dintre remixurile oficiale a beneficiat de o nominalizare adițională. Cântecul a devenit un șlagăr de top 5 în Billboard Hot 100, însă nu s-a bucurat de succesul înregistrat de predecesoarele sale, coborând din clasament într-un interval de timp relativ scurt. Cu toate acestea, a devenit cel de-al doilea single clasat pe locul 1 al artistei în Regatul Unit și este unul dintre cele mai bine clasate cântece ale sale la nivel european.

## Compunerea
În anul 2005, producătorul american Rodney Jerkins — cu care Knowles lucrase anterior pentru  o serie de proiecte ale formației Destiny's Child, printre care și discul single „Lose My Breath” — și compozitorul John Webb au dorit să realizeze un cântec după standardele vechi, folosind o serie de elemente specifice bass-urilor și trompetelor „reale”, titlul piesei fiind în strânsă legătură cu acest aspect. Cei doi au înregistrat prima parte a melodiei în studiourile Sony Music Studios din New York.
Jerkins a imprimat o versiune demonstrativă a cântecului, folosind vocea textierei americane Makeba Riddick, ea fiind și una dintre persoanele ce a participat la scrierea textului. Varianta realizată de cei doi i-a fost prezentată lui Knowles, care s-a declarat mulțumită de compoziție, ea contribuind și la scrierea versurilor. De asemenea, Knowles l-a cooptat pe frecventul său colaborator Jay-Z pentru a realiza varianta finală. „Déjà Vu” este unul dintre cele două cântece de pe albumul B'Day, ce prezintă fragmente interpretate de solist, celălalt fiind „Upgrade U”.

## Structura muzicală și versuri
„Déjà Vu” este un cântec pop cu influente soul și funk, scris în tonalitatea Sol minor, având la bază măsura de trei pătrimi. În ritmul melodiei nu sunt prezente secțiuni instrumentale prea lungi, folosindu-se doar câte un acord pe spații mari și frazarea melodică repetitivă și complicată a vocii. Suportul vocal este oferit atât de mezzo-soprana Beyoncé Knowles și de artistul rap Jay-Z, interpretarea solistei fiind dublată prin supraînregistrare. De asemenea, întreaga compoziție este bazată pe structuri repetitive, încorporând și armonii vocale. Printre instrumentalul folosit se numără: pian (electric și acustic), conga, trompete, hi-hat și bass. Beyoncé a declarat într-un interviu faptul că „atunci când am imprimat «Déjà Vu» [...], am știut încă dinainte de a începe sesiunea de înregistrări pentru album, am dorit să folosesc instrumente reale în cântecele mele. [...] Este totodată tânăr, nou și proaspăt, dar are și influențe ale vechilor elemente de soul”. Cu toate acestea, sunetul de tobe este asigurat de o mașinărie electronică Roland TR-808.
Versurile cântecului „Déjà Vu” sunt distribuite după formula strofă — ante-refren — refren și prezintă două părți de rap. Înregistrarea se bazează pe frazele molipsitoare, care amintesc de șlagărul din 2003 al solistei, „Crazy in Love”. Tema abordată de cântec este aceea a unei femei ce își amintește în permanență de un partener din trecut.

## Lansare
„Déjà Vu” a apărut pe internet pe data de 13 iunie 2006, în ziua următoare fiind distribuit posturilor de radio pentru a da startul promovării. La aproximativ o lună distanță, casa de discuri a solistei a lansat și primele discuri single ce conțineau înregistrarea, debutul comercializării pe teritoriul Statelor Unite ale Americii având loc pe data de 31 iulie 2006. O nouă versiune a fost împărțită începând cu 12 septembrie 2006, ea conținând cinci înregistrări și un cântec adițional de tip multimedia. La nivel european, promovarea a luat startul mai târziu, primele descărcări digitale fiind distribuite în Regatul Unit începând cu data de 7 august, în timp ce discurile single și cele de tip maxi single au fost comercializate în cea de-a doua parte a aceleiași luni. Inițial, „Déjà Vu” se dorea a fi lansat pe data de 28 august, însă artista a mutat lansarea cu o săptămână înainte, pentru a evita o confruntare directă cu înregistrarea de revenire a lui Justin Timberlake, „Sexy Back”.
Knowles i-a abordat pe compozitorii formației Freemasons pentru a remixa compoziția, noua versiune fiind disponibilă pe albumul de debut al acestora, Shakedown, lansat în anul 2007. De asemenea, cântecul a fost inclus pe unele versiuni alternative ale materialului, distribuite într-o serie de țări. De asemenea, pentru a promova înregistrarea „Green Light”, un EP special ce conține patru remixuri realizate de Freemasons — printre care și cel pentru „Déjà Vu” — a fost lansat în S.U.A..

## Recenzii și premii

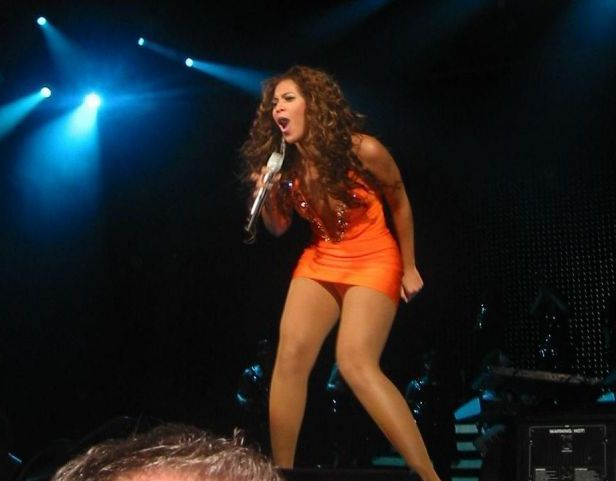
Beyoncé interpretând cântecul „Déjà Vu” într-un recital susținut în Suedia.

„Déjà Vu” a beneficiat atât de recenzii pozitie, cât și de critici. Bill Lamb de la About a fost de părere că duce lipsă de un „sentiment de bucurie adevărată”, în timp ce Mike Joseph de la PopMatters a considerat că este „fantastic să o auzi pe Beyoncé cântând cu toți plămânii peste o melodie ce conține instrumente live”. Sasha Frere-Jones de la revista The New Yorker a criticat versurile cântecului, în timp ce Chris Richards de la The Washington Post a caracterizat personajul lui Knowles din „Déjà Vu” ca fiind „o prietenă amețită de dragoste”. Spence D. de la IGN a felicitat elementele de natură instrumentală ale cântecului, declarând faptul că au ajutat piesa să ajungă la „perfecțiune”. Caroline Sullivan, editor al publicației britanice The Guardian a apreciat într-un mod pozitiv cântecul, afirmând: „duetul lor magnific [al lui Knowles și Jay-Z], [«]Déjà Vu[»] este febril [...] dar chiar și atunci când Jay-Z nu este prezent fizic, el reușește să să aducă la viață în Beyoncé ceva formidabil care o evocă pe tânăra Tina Turner.
Alți recenzori au realizat o serie de paralele cu șlagărul din 2003 al artistei, „Crazy in Love”, primul extras pe single de pe albumul dău de debut în cariera independentă. Conform lui Gail Mitchell de la revista americană Billboard, cântecul este perceput de o serie de persoane ca fiind o continuare a înregistrării ante-menționate. Jason King de la publicația Vibe consideră că piesa este „clonată din ADN-ul răgușitului «Crazy in Love»”, în timp ce Thomas Inskeep de la Stylus a făcut trimitere la compoziție prin sintagma „«Crazy in Love» în miniatură”. Andy Kellman, recenzor al bazei de date online Allmusic, afirma faptul că piesa „a avut îndrăzneala de a nu fi la fel de monstruos precum «Crazy in Love»”, referindu-se la succesul comercial întâmpinat de acesta din urmă pe parcursul anului 2003. De asemenea, Ryan Dombal de la Pitchfork Media a considerat că „de această dată [Knowles] a depășit beat-ul”, în timp ce Jody Rosen, critic muzical al publicației americane Entertainment Weekly a considerat „Déjà Vu” ca fiind o alegere „ciudat de plată” pentru un prim single de pe un album.
„Déjà Vu” a fost nominalizat la două premii Grammy în anul 2007, la categoriile Cea mai bună colaborare rap/cântec” și „Cel mai bun album R&B”, în timp ce unul dintre remixurile sale oficiale a câștigat și el o nominalizare adițională. De asemenea, înregistrarea a fost recompensată la gala premiilor MOBO, în Regatul Unit, fiind denumit „Cel mai bun cântec”. Un an mai târziu, piesa a fost nominalizată la „Cea mai bună colaborare”, alături de alt single al lui Knowles, „Upgrade U”.

## Ordinea pieselor pe disc
| Nr.                                        | Titlul        | Durată |
| ------------------------------------------ | ------------- | ------ |
| Descărcare digitală                        |               |        |
| 00.                                        | „Déjà Vu” [A] | 4:00   |
| Disc single distribuit în Japonia și Mexic |               |        |
| 01.                                        | „Déjà Vu” [A] | 4:00   |
| Disc single distribuit în Europa           |               |        |
| 01.                                        | „Déjà Vu” [A] | 4:02   |
| 02.                                        | „Déjà Vu” [B] | 3:17   |

| Nr.                              | Titlul        | Durată |
| -------------------------------- | ------------- | ------ |
| Disc single distribuit în S.U.A. |               |        |
| 01.                              | „Déjà Vu” [A] | 4:01   |
| 02.                              | „Déjà Vu” [B] | 3:17   |
| 03.                              | „Déjà Vu” [C] | 8:07   |
| 04.                              | „Déjà Vu” [D] | 6:02   |
| 05.                              | „Déjà Vu” [E] | 5:57   |

Specificații
| - A ^ Versiunea de pe albumul B'Day. - B ^ Remix „Freemasons Radio Mix”. - C ^ Remix „Freemasons Club Mix - No Rap”. | - D ^ Remix „Maurice's Nu Soul Mix”. - E ^ Remix „Maurice's Nusoul Mixshow Mix”. |

## Videoclip

Un grup de fani ai lui Knowles au cerut re-filmarea materialului, aceștia blamând alegerile vestimentare ale sale și coregrafiile cu tentă sexuală, realizate în compania lui Jay-Z.

Videoclipul pentru „Déjà Vu” a fost filmat în prezența regizoarei britanice Sophie Muller în New Orleans, Louisiana pe data de 21 iunie 2006, câteva secvențe fiind ulterior realizate și în barul Maple Leaf din Carrollton, Louisiana. Materialul prezintă un ansamblu de costumații haute couture și o serie de coregrafii cu tentă sexuală. Scurtmetrajul a avut premiera simultan la emisiunea Total Request Live (TRL), a postului de televiziune MTV și pe MTV Overdrive, pe data de 12 iulie 2006, aspect ce a culminat cu ocuparea primei poziții în clasamentul întocmit de primul spectacol amintit. Videoclipul a devenit unul dintre cele mai difuzate din Regatul Unit, câștigând cea mai înaltă treaptă în ierarhia ce contorizează numărul de difuzări de care beneficiază fiecare material promoțional pe teritoriul acestei țări. De asemenea, scurtmetrajul a fost cu un trofeu la gala premiilor MOBO Awards, la categoria „Cel mai bun videoclip”.
Percepția asupra materialului a fost una împărțită. Sal Cinquemani de la Slant Magazine a considerat că acesta este „mult mai tematic și provocator decât videoclipurile pentru «Baby Boy» și «Naughty Girl»”, făcând referire la două dintre discurile single lansate pentru promovarea albumului Dangerously in Love. Eb Haynes de la Allhiphop.com a descris videoclipul ca fiind „proaspăt din punct de vedere vizual”, în timp ce Natalie Y. Moore, jurnalist al publicației In These Times a pus accent în articolul său pe coregrafiile cu tentă sexuală realizate de Knowles. Un grup de aproximativ 2.000 de fani ai artistei au realizat o petiție prin care cereau re-filmarea videoclipului, aceștia acuzând „lipsa unei teme, montajul slab și alegerile vestimentare nepotrivite”. La aceste aspecte se adaugă și nemulțumiri referitoare la imaginile cu tentă sexuală surprinse în videoclip, blamând „interacțiunile de neacceptat” dintre cei doi protagoniști. De asemenea, coregrafiile au fost caracterizate ca fiind „eratice, neclare și uneori alarmante”.

## Prezența în clasamente
„Déjà Vu” a intrat în ierarhiile americane în vara anului 2006, debutând pe poziția cu numărul patruzeci și patru în Billboard Hot 100. După câteva săptămâni de activitate în clasament, înregistrarea a urcat pe locul patru în aceeași listă muzicală, devenind cel de-al șaptelea single de top 10 al solistei din cariera independentă și cel de-al doilea în cadrul aceluiași an calendaristic, după „Check on It”. Compoziția s-a bucurat de mai mult succes în alte ierarhii adiacente compilate de Billboard, printre care Billboard Hot R&B/Hip-Hop Songs și Billboard Hot Dance Club Play, în ambele cucerind prima poziție. De asemenea, cântecul a ocupat locul trei în clasamentul celor mai bine vândute descărcări digitale, în ierarhia canadiană de același tip atingând treapta cu numărul opt. Cântecul s-a comercializat în peste 592.000 de exemplare în Statele Unite ale Americii, conform Nielsen SoundScan.
La nivel european, discul s-a bucurat de un succes similar, intrând în top 10 în majoritatea listelor muzicale unde a activat. În Regatul Unit, „Déjà Vu” a devenit cel de-al doilea single clasat pe locul întâi al UK Singles Chart din cariera independentă a lui Knowles, după reușita lui „Crazy in Love”. Odată cu lansarea în format Compact Disc a înregistrării, aceasta a obținut prima poziție în urma celor 29.365 de exemplare vândute, devansând șlagărul Shakirei, „Hips Don't Lie”. Alte prezențe notabile au fost înregistrate în țări precum Elveția, Finlanda, Irlanda, Italia sau Norvegia, în România maximul atins fiind treapta cu numărul zece.
Spre deosebire de celelalte regiuni amintite, în Oceania cântecul a activat modest, nereușind să intre în primele zece trepte ale clasamentelor din Australia și Noua Zeelandă, activând doar în vecinătatea acestora. În ciuda acestui fapt, „Déjà Vu” a fost numit cel de-al nouăzeci și optulea cel mai bine vândut single al anului 2006 în prima țară. De asemenea, compoziția a devenit prima înregistrare a interpretei ce ocupă poziția fruntașă în ierarhia braziliană Brasil Hot 100.

## Clasamente
| Țară (clasament)                 | Poziția maxima | Referințe |
| -------------------------------- | -------------- | --------- |
| Australia (ARIA)                 | 12             | [ 64 ]    |
| Austria (Ö3 Austria Top 40)      | 12             | [ 64 ]    |
| Belgia Flandra (Ultratop)        | 8              | [ 64 ]    |
| Belgia Valonia (Ultratop)        | 19             | [ 64 ]    |
| Brazilia (Brasil Hot 100)        | 1              | [ 63 ]    |
| Canada (CANOE JAM! — Descărcări) | 8              | [ 52 ]    |
| Cehia (IFPI)                     | 21             | [ 65 ]    |
| Croația (e!Hot)                  | 3              | [ 66 ]    |
| Elveția (Media Control)          | 3              | [ 64 ]    |
| Europa (Euro 200)                | 5              | [ 67 ]    |
| Europa (Billboard)               | 2              | [ 68 ]    |
| Finlanda (YLE)                   | 6              | [ 64 ]    |
| Franța (SNPE)                    | 23             | [ 64 ]    |
| Germania (Media Control)         | 9              | [ 69 ]    |
| Grecia (Top 40 Charts)           | 16             | [ 70 ]    |
| Irlanda (IRMA)                   | 3              | [ 16 ]    |
| Israel (Charts.co.il)            | 1              | [ 71 ]    |
| Italia (FIMI)                    | 4              | [ 64 ]    |
| Japonia (Top 40 Charts)          | 20             | [ 72 ]    |
| Macedonia (Antenna 5)            | 1              | [ 73 ]    |

| Țară (clasament)                   | Poziția maximă | Referințe     |
| ---------------------------------- | -------------- | ------------- |
| Norvegia (VG Lista)                | 3              | [ 64 ]        |
| Noua Zeelandă (RIANZ)              | 15             | [ 16 ]        |
| Olanda (Dutch Top 40)              | 17             | [ 16 ]        |
| Olanda (Dutch Mega Top 100)        | 13             | [ 64 ]        |
| Polonia (Hit FM)                   | 1              | [ 74 ]        |
| Portugalia (APC Charts)            | 8              | [ 16 ]        |
| România (Romanian Singles Chart)   | 10             | [ 61 ]        |
| Slovakia Singles Chart             | 43             | [ 75 ]        |
| Spania (Promusicae)                | 25             | [ 76 ]        |
| Suedia (Sverigetopplistan)         | 11             | [ 16 ]        |
| Regatul Unit (UK Singles Chart)    | 1              | [ 16 ]        |
| Regatul Unit (UK R&B Chart)        | 1              | [ 77 ]        |
| Ungaria (MAHASZ)                   | 4              | [ 78 ]        |
| U.S. Billboard Hot 100             | 4              | [ 16 ] [ 52 ] |
| U.S. Billboard Hot Airplay         | 7              | [ 79 ]        |
| U.S. Billboard Hot Digital Songs   | 3              | [ 68 ]        |
| U.S. Billboard Pop 100             | 10             | [ 52 ]        |
| U.S. Billboard Hot R&B Songs       | 1              | [ 68 ]        |
| U.S. Billboard Hot Dance Club Play | 1              | [ 68 ]        |
| United World Chart (Media Traffic) | 8              | [ 16 ]        |

## Personal
- Sursă:[5]
- Voce: Beyoncé Knowles și Jay-Z
- Textier(i): 	Beyoncé Knowles, Rodney Jerkins, Delisha Thomas, Makeba, Keli Nicole Price și Jay-Z
- Producător: Rodney Jerkins
- Compilat de: Jason Goldstein și Rodney Jerkins
- Înregistrat de: Jeff Villanueva și Jim Caruana
- Bass: Jon Jon
- Trompete: Ronald Judge, Allen Arthur și Aaron Goode

## Versiuni existente
| - „Déjà Vu” (versiunea de pe albumul B'Day) - „Déjà Vu” (negativ) - „Déjà Vu” (remix „Freemasons Radio Mix”) | - „Déjà Vu” (remix „Freemasons Club Mix - No Rap”) - „Déjà Vu” (remix „Maurice's Nu Soul Mix”) - „Déjà Vu” (remix „Maurice's Nusoul Mixshow Mix”) |

## Datele lansărilor
| Țara              | Data lansării      | Casă de discuri  | Format              | Referințe |
| ----------------- | ------------------ | ---------------- | ------------------- | --------- |
| S.U.A.            | 31 iulie 2006      | Columbia Records | disc single         | [ 2 ]     |
| Japonia           | 31 iulie 2006      | Columbia Records | disc single         | [ 44 ]    |
| Regatul Unit      | 7 august 2006      | Columbia Records | descărcare digitală | [ 29 ]    |
| Irlanda           | 7 august 2006      | Columbia Records | descărcare digitală | [ 80 ]    |
| Germania          | 18 august 2006     | Columbia Records | disc single         | [ 33 ]    |
| Irlanda           | 19 august 2006     | Columbia Records | disc single         | [ 80 ]    |
| Regatul Unit      | 21 august 2006     | Columbia Records | disc single         | [ 29 ]    |
| Franța            | 28 august 2006     | Columbia Records | disc single         | [ 32 ]    |
| Uniunea Europeană | 24 iunie 2006      | Columbia Records | disc single         |           |
| S.U.A.            | 12 septembrie 2006 | Columbia Records | disc single         |           |

## Certificări și vânzări
| \| Țara/ clasament \| Vânzări/ puncte \| Certificare \| Referințe \| \| ------------------ \| --------------- \| ----------- \| --------- \| \| S.U.A. \| +500.000 \| \| [81][82] \| \| United World Chart \| +2.570.000 \| \| [83] \| | Note - reprezintă „disc de aur”; - reprezintă „disc de platină”; |             |               |
| Țara/ clasament | Vânzări/ puncte                                                  | Certificare | Referințe     |
| S.U.A. | +500.000                                                         |             | [ 81 ] [ 82 ] |
| United World Chart | +2.570.000                                                       |             | [ 83 ]        |